# Lemula cyanipennis
Lemula cyanipennis là một loài bọ cánh cứng trong họ Cerambycidae.